# Amtsgericht Lask
Das Amtsgericht Lask war ein deutsches Gericht der ordentlichen Gerichtsbarkeit im Bezirk des Landgerichtes Litzmannstadt mit Sitz in Lask.

## Geschichte
Das Landgericht Litzmannstadt mit Sitz in Lodz (damaliger Name: Litzmannstadt) wurde während der deutschen Besetzung Polens 1939 mit Erlass vom 26. November 1940 als Landgericht im Bezirk des  Oberlandesgerichtes Posen gebildet. In Lask wurde das Amtsgericht Lask als eines von zehn Amtsgerichten dieses Landgerichts gebildet.
Nach Kriegsende 1945 wurde der Landgerichtsbezirk wieder unter polnische Verwaltung gestellt. Anstelle des Amtsgerichtes Lask wurde das Sąd Rejonowy w Łasku  bzw. 1950–1975: Sąd Powiatowy w Łasku errichtet.